# Carlene Carter
Carlene Carter (geboortenaam Rebecca Carlene Smith, 1955) is een Amerikaanse countryzangeres, dochter van June Carter en June's eerste echtgenoot Carl Smith. Zij is de kleindochter van Maybelle Carter van de legendarische Carter Family en stiefdochter van Johnny Cash.
Door haar relatie met Nick Lowe, met wie ze in 1979 trouwde, werd haar muziek beïnvloed door de pubrock.

## Carrière
Carlene Carter leerde gitaar spelen op de knie van haar grootmoeder Maybelle Carter. De kunst van het song schrijven werd ook in de familie van elkaar geleerd.
De oudste solo-opname van Carlene Carter was Friendly Gates, een nummer dat zij opnam onder de naam Carlene Routh, de naam van haar tweede echtenoot Jack Wesley Routh. Het nummer staat op het album Junkie and the Juicehead Minus Me van Johnny Cash Also Featuring: June Carter And Daughters Rosanne, Carlene , & Rosey uit 1974.
Haar solo-opnamecarrière begon in 1978 met haar gelijknamige debuutalbum, opgenomen in Londen, met de begeleiding van de band The Rumour, een groep ervaren sessiemuzikanten, die ook fungeerden als begeleidingsband van Graham Parker. In datzelfde jaar schreef zij samen met Susanna Clark (vrouw van Guy Clark) Easy From Now On voor Emmylou Harris album Quarter Moon in a Ten Cent Town.
In 1979 werd in Los Angeles het album Two Sides To Every Woman opgenomen, in 1980 Musical Shapes, beide albums met veel eigen composities. Musical Shapes werd samen met Blue Nun als dubbelalbum uitgegeven. Beide albums werden geproduceerd door Nick Lowe, met de medewerking van leden van Rockpile.
In de daar opvolgende jaren verleende Carlene Carter haar medewerking aan liedjes van Robert Ellis Orrall en Nick Lowe, en maakte in 1988 deel uit van de heropgerichtte Carter Family, bestaande uit June Carter Cash (haar moeder), Helen Carter (haar tante), Anita Carter (ook haar tante) en Carlene Carter. Hun album Wildwood Flower bevat voornamelijk door de familie geschreven liedjes, waaronder een aantal van A.P.Carter (een zwager van Maybelle en oprichter van de originele Carter Family).
In 1990 bracht Carlene Carter weer een solo-album uit I Fell In Love, geproduceerd door bassist    Howie Epstein, met wie zij na haar huwelijk met Nick Lowe een relatie kreeg.
Uit 1993 dateert het album Little Love Letters, uit 1995 Little Acts Of Treason, beide ook geproduceerd door Epstein, waarna het lange tijd stil werd rond Carlene Carter.
Na de dood van Epstein in 2003, trad zij in het huwelijk met Joseph Breen, die haar aanmoedigde weer op te treden.In 2008 verscheen een album Stronger, geproduceerd door John McFee, en in 2014 het album Carter Girl geproduceerd door Don Was. Medwerking aan dit laatste album verleenden Elizabeth Cook, Willie Nelson, Vince Gill, Kris Kristofferson en Carter Family-leden Lorrie Carter Bennett, Helen Carter, Anita Carter, June Carter Cash en Johnny Cash.
In 2017 werkte Carlene Carter uitgebreid samen met John Mellencamp op zijn album Sad Clowns & Hillbillies.